# WSOF 18
WSOF 18: Moraes vs. Hill foi um evento de artes marciais mistas promovido pelo World Series of Fighting, ocorrido em 12 de fevereiro de 2015 no Edmonton Expo Centre em Edmonton, Alberta, Canadá. Esse evento foi transmitido no NBC Sports Network nos EUA e TSN2 no Canadá.

## Background
Marlon Moraes era esperado para defender seu cinturão contra Josh Hill em 13 de Setembro de 2014 no WSOF 13, mas a luta foi remarcada para esse evento.

## Resultados
^ a: Pelo Cinturão Peso Galo do WSOF.

## Ligações Externas
1. ↑  a[›]